# Normandie
Normandie (tiếng Pháp: Normandie, phát âm [nɔʁmɑ̃di], tiếng Norman: Normaundie), hay Normandy theo tiếng Anh, là một vùng hành chính của Pháp, gần tương đương với Công quốc Normandie.
Về mặt hành chính, Normandie được chia thành 5 tỉnh: Calvados, Eure, Manche, Orne và Seine-Maritime. Vùng có diện tích 30.627 km², chiếm khoảng 5% lãnh thổ Pháp. Dân số vùng đạt 3,37 triệu người. Người Norman là tên được đặt cho cư dân Normandie, và vùng là quê hương của tiếng Norman. Khu vực Normandie có lịch sử gồm vùng Normandie hiện tại, cùng các khu vực nhỏ thuộc các tỉnh Mayenne và Sarthe. Tên gọi của Normandie bắt nguồn từ việc người Viking định cư tại lãnh thổ từ thế kỷ 9, họ được gọi là người phương bắc (Norsemen).
Vùng Normandie được hình thành khi hợp nhất hai vùng cũ Haute-Normandie và Basse-Normandie có hiệu lực từ 1 tháng 1 năm 2016, sau bầu cử cấp vùng vào tháng 12 năm 2015. Việc hợp nhất này nằm trong cải cách lãnh thổ cấp vùng tại Pháp vào năm 2014 và được công bố vào năm 2015.

Vùng Normandie gồm có 5 tỉnh, được tô màu theo các tỉnh lịch sử tồn tại trước năm 1790.:
Normandie
Perche
Khác.